# Puig Rust
El Puig Rust és una muntanya de 1.171 metres que es troba al municipi de Sant Joan de les Abadesses, a la comarca catalana del Ripollès.